# Marcadet - Poissonniers (métro de Paris)
Pour les articles homonymes, voir Marcadet et Poissonnier (homonymie).
« Poissonniers (métro de Paris) » redirige ici. Ne pas confondre avec Poissonnière (métro de Paris).
Marcadet - Poissonniers est une station des lignes 4 et 12 du métro de Paris, située dans le 18e arrondissement de Paris.

## Situation
La station est implantée aux abords de l'intersection entre le boulevard Barbès, le boulevard Ornano et la rue Ordener, à l'est du quartier de Clignancourt à sa limite administrative avec le quartier de la Goutte-d'Or. Elle résulte de la fusion de deux stations distinctes, dont les quais sont établis :
- sur la ligne 4, selon un axe orienté nord-sud sous le tronçon nord du boulevard Barbès, entre la rue Labat d'une part et la rue Marcadet d'autre part ;
- sur la ligne 12, selon un axe approximativement orienté est-ouest sous la rue Ordener, entre la rue des Poissonniers et le carrefour des boulevards Barbès et Ornano.

Le point d'arrêt de la ligne 4 s'intercale entre les stations Simplon et Château Rouge, tandis que celui de la ligne 12 est encadré par les stations Marx Dormoy et Jules Joffrin.

## Histoire

### Mises en service
La station est ouverte le 21 avril 1908 sous le toponyme de Marcadet avec la mise en service du premier tronçon de la ligne 4 de la Compagnie du chemin de fer métropolitain de Paris (dite CMP), entre son terminus nord actuel de Porte de Clignancourt et le terminus provisoire de Châtelet.
Le 23 août 1916, la station de la ligne A de la Société du chemin de fer électrique souterrain Nord-Sud de Paris (dite Nord-Sud) est ouverte à son tour avec l'inauguration de son dernier prolongement, depuis Jules Joffrin jusqu'à Porte de la Chapelle, intervenue en pleine Première Guerre mondiale. Bien que très proche géographiquement de celle de la ligne 4, elle est d'abord exploitée en tant que station indépendante sous le nom de Poissonniers, du fait de la rivalité entre les deux compagnies. La correspondance avec la station de la ligne 4 n'est alors possible que par la voirie.
Le 27 mars 1931, la ligne A devient l'actuelle ligne 12 du métro à la suite de l'absorption de la société du Nord-Sud le 1er janvier 1930 par sa concurrente, la CMP, qui gère la concession de l'essentiel des autres lignes du réseau. À cette occasion, un long couloir de correspondance est construit le 25 août 1931 entre les deux stations, lesquelles fusionnent ainsi en adoptant leur dénomination actuelle de Marcadet - Poissonniers. Sur la ligne 12, ce toponyme est toutefois utilisé de manière concomitante avec la simple appellation inaugurale de Poissonniers, la céramique sur les piédroits demeurant inchangée puis simplement recouverte de plaques nominatives avec le nouveau nom.

### Origine des noms
La station doit sa dénomination de Marcadet à sa proximité avec la rue Marcadet, laquelle tient son nom d’un lieu-dit, la Mercade, situé à la Chapelle Saint-Denis, car il s'y tenait un marché, marcadus, à l’époque de la foire du Lendit. Par la suite, cette rue avait également donné son nom à l'actuelle station Guy Môquet sur la ligne 13, initialement baptisée Carrefour Marcadet, puis renommée Marcadet - Balagny avant de prendre son nom actuel à l'issue de la Seconde Guerre mondiale.
Le toponyme de Poissonniers provient quant à lui de la rue des Poissonniers, laquelle formait une partie de l’ancien chemin des Poissonniers (qui a également donné indirectement son nom à la station Poissonnière sur la ligne 7), ainsi dénommé car il était emprunté dès 1307 par les marchands de poissons pêchés dans la mer du Nord et acheminés jusqu'aux halles de Paris.

### Modernisations
La station de la ligne 12 étant initialement indépendante de celle de la ligne 4, ses quais présentent à l'origine une faïence décorative de couleur marron, selon les codes architecturaux de l'ancienne société du Nord-Sud qui applique alors cette teinte aux stations sans correspondance. À la suite de sa fusion avec la station Marcadet de la ligne 4 en 1931, cette céramique est remplacée par une faïence de couleur verte, réservée aux stations de correspondance ainsi qu'aux terminus.
Au début des années 1960, les quais de la ligne 12 bénéficient d'une première modernisation avec la mise en place carrossage métallique sur les piédroits, doté de montants horizontaux de couleur vert d'eau et de cadres publicitaires dorés, éclairés par le haut. Ce type d'aménagement est alors largement déployé sur le réseau en tant que moyen de rénover les stations rapidement et à moindre coût.
Au milieu des années 1960, les quais de la ligne 4 sont rallongés de 75 à 90 mètres, comme ceux de l'essentiel des stations de la ligne précitée en prévision sa conversion au roulement pneumatique, réalisée en l'espace d'une année, entre les mois d'octobre 1966 et 1967. Cette opération vise à permettre l'accueil de nouvelles rames MP 59 dotées de six voitures, contre cinq pour l'ancien matériel Sprague-Thomson à roulement fer classique, ceci afin d'augmenter le débit de la ligne pour faire face aux importantes surcharges chroniques apparues après la Seconde Guerre mondiale. En parallèle, le point d'arrêt est modernisé à son tour par l'installation du même carrossage publicitaire que sur les quais de la ligne 12.
Dans les années 1990, le carrossage de cette dernière ligne voit ses lambris repeints en rouge et ses bancs d'origine remplacés par des sièges de style « Motte », d'abord blancs, puis rouges afin de s'harmoniser avec la nouvelle couleur des montants horizontaux, et complétés de banquettes « assis-debout » blanches. Le carrossage de la ligne 4 disparaît quant à lui au profit du style décoratif « Ouï-dire », caractérisé par ses bandeaux d'éclairage  de couleur bleue en l'occurrence, soutenus par des consoles courbes en forme de faux et diffusant une lumière blanche sur les quais ainsi qu'un éclairage multicolore sur la voûte. Les faïences blanches biseautées d'origine laissent place à du carrelage blanc plat ainsi qu'à des cadres publicitaires en céramique bleue de forme demi-cylindrique, tandis que des banquettes bleues à accoudoirs sont mises à disposition des voyageurs.
Dans le cadre du programme « Renouveau du métro » de la RATP, les couloirs de la station sont rénovés le 14 novembre 2003, puis c'est au tour des quais de la ligne 12 de faire l'objet du même traitement entre 2015 et 2016. Leur carrossage métallique disparaît alors à son tour (faisant provisoirement réapparaître d'anciennes affiches et plans du métro antérieurs aux années 1960) au profit d'une restitution à l'identique du style décoratif « Nord-Sud » d'origine. Depuis lors, c'est le nom complet de Marcadet - Poissonniers, et non plus celui de Poissonniers uniquement, qui est incorporé à la céramique murale, en caractères moins imposants que la typographie initiale car trop long pour être inscrit sur une seule ligne de texte.
Afin d'accompagner l'automatisation de la ligne 4, ses quais font l'objet d'une nouvelle modernisation partielle depuis 2017, et perdent alors une large part de leur style « Ouï-dire » dont il ne subsiste que le carrelage blanc plat sur les piédroits, la voûte et les tympans. Ils sont rehaussés du 18 juin au 23 septembre 2018 afin de recevoir des portes palières, lesquelles sont installées en janvier 2020. Début 2022, le quai en direction de Bagneux - Lucie Aubrac est parmi les premiers de la ligne (avec celui de la station Saint-Germain-des-Prés en direction de Porte de Clignancourt) à recevoir un tronçon du nouveau bandeau d'éclairage choisi pour accompagner la rénovation des stations, effectuée parallèlement à l'automatisation intégrale.

Anciens aménagements des quais
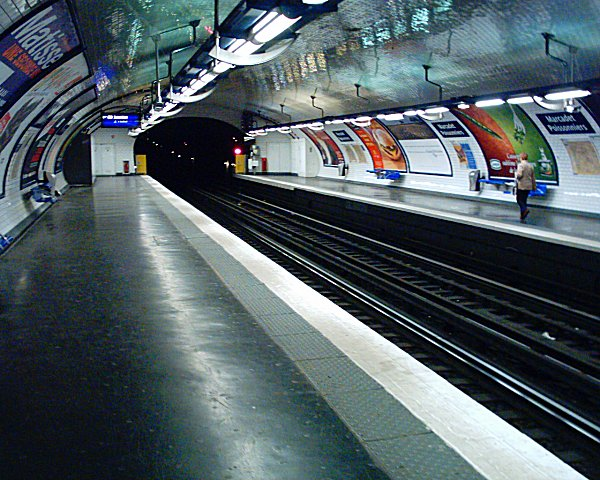
Les quais de la ligne 4 avant les travaux d'automatisation.
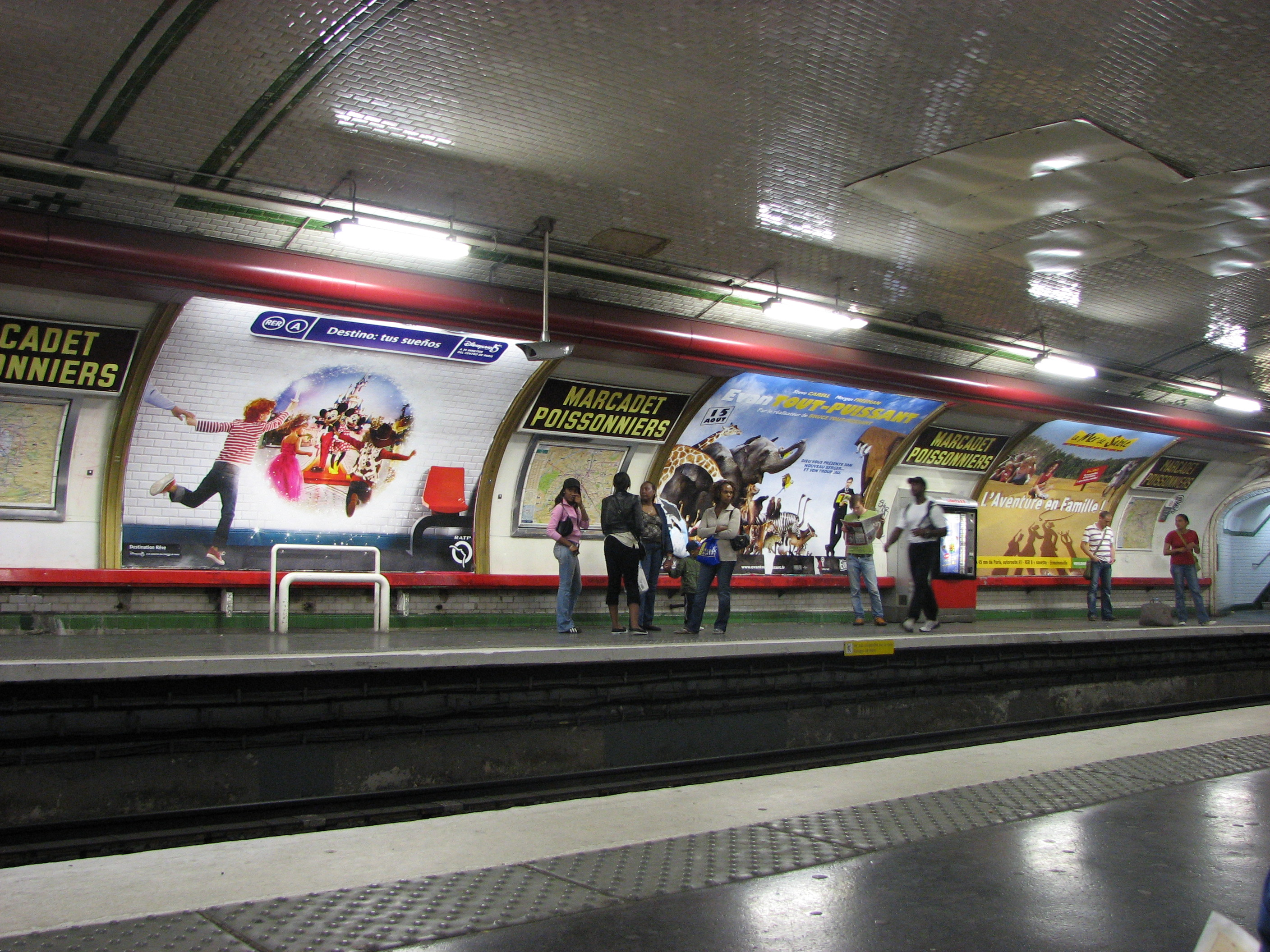
Les quais de la ligne 12 avant le retrait du carrossage.
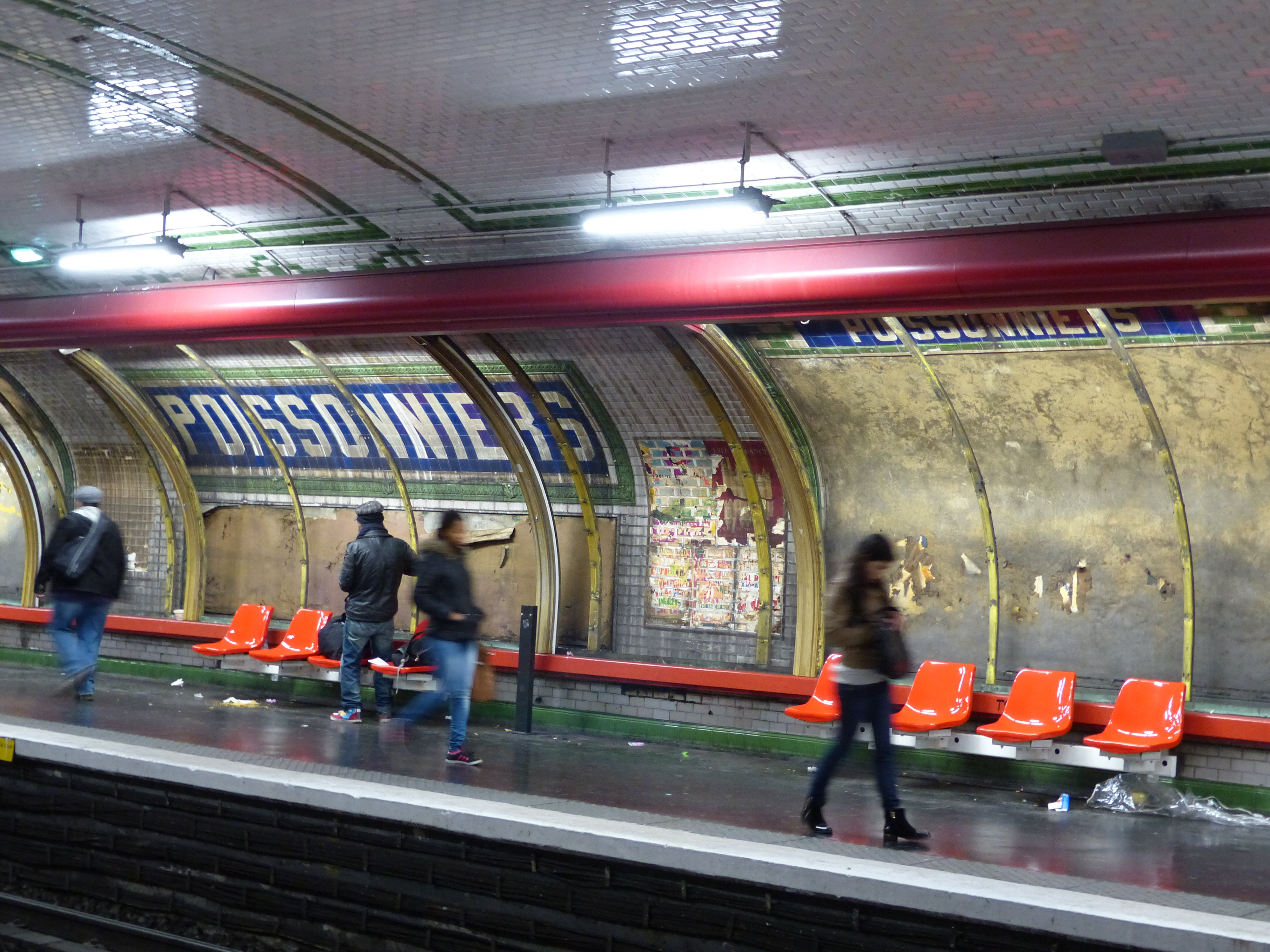
Le décarrossage révélant l'ancienne céramique en 2014.

### Fréquentation
Selon les estimations de la RATP, la station a vu entrer 5 973 655 voyageurs en 2019, ce qui la place à la 61e position des stations de métro pour sa fréquentation. En 2020, avec la crise du Covid-19, son trafic annuel tombe à 3 169 019 voyageurs, la classant alors au 52e rang, avant de remonter progressivement en 2021 avec 3 982 005 entrants comptabilisés, ce qui la relègue cependant à la 55e position des stations du réseau pour sa fréquentation cette année-là.
En outre, Marcadet - Poissonniers est historiquement l'une des stations les plus touchées par le phénomène de la consommation de crack dans le métro de Paris, avec les deux stations suivantes de la ligne 12, Marx Dormoy et Porte de la Chapelle. Durant l'hiver 2018, cette situation jugée anxiogène amène certains conducteurs de la ligne précitée à ne plus marquer l'arrêt aux stations concernées, pour leur sécurité et celle des voyageurs à bord des rames, lorsqu'ils constatent d'importants attroupements de toxicomanes sur les quais.

## Services aux voyageurs

### Accès
La station dispose de cinq accès (dont quatre entrées et une sortie secondaire) :
- l'accès no 1 « Boulevard Barbès », constitué d'un escalier fixe agrémenté d'un mât avec un « M » jaune inscrit dans un cercle ainsi que d'une balustrade de facture simple en acier peint en vert, donnant d'abord accès à la ligne 4 et débouchant face au no 69 du boulevard précité ;
- l'accès no 2 « Rue Marcadet », constitué un escalier fixe également muni d'un totem « M » jaune ainsi que d'une balustrade de style Dervaux en fer forgé, donnant principalement accès la la ligne 4 et se trouvant au droit du no 88 du boulevard Barbès ;
- l'accès no 3 « Rue Labat », constitué d'un escalier mécanique montant permettant uniquement la sortie depuis le quai de la ligne 4 en direction de Porte de Clignancourt, se situant face au no 80 du boulevard Barbès ;
- l'accès no 4 « Rue des Poissonniers » comprenant un escalier fixe orné d'un entourage en céramique et en fer forgé dans le style caractéristique du réseau Nord-Sud, donnant principalement accès à la ligne 12 et débouchant sur la rue Ordener au droit du no 69 de la rue des Poissonniers ;
- l'accès no 5 « Rue Ordener », constitué d'un escalier fixe également doté d'une balustrade dans le style typique du Nord-Sud, donnant d'abord accès à la ligne 12 et se trouvant face au no 26 ter de la rue précitée.

Accès à la station
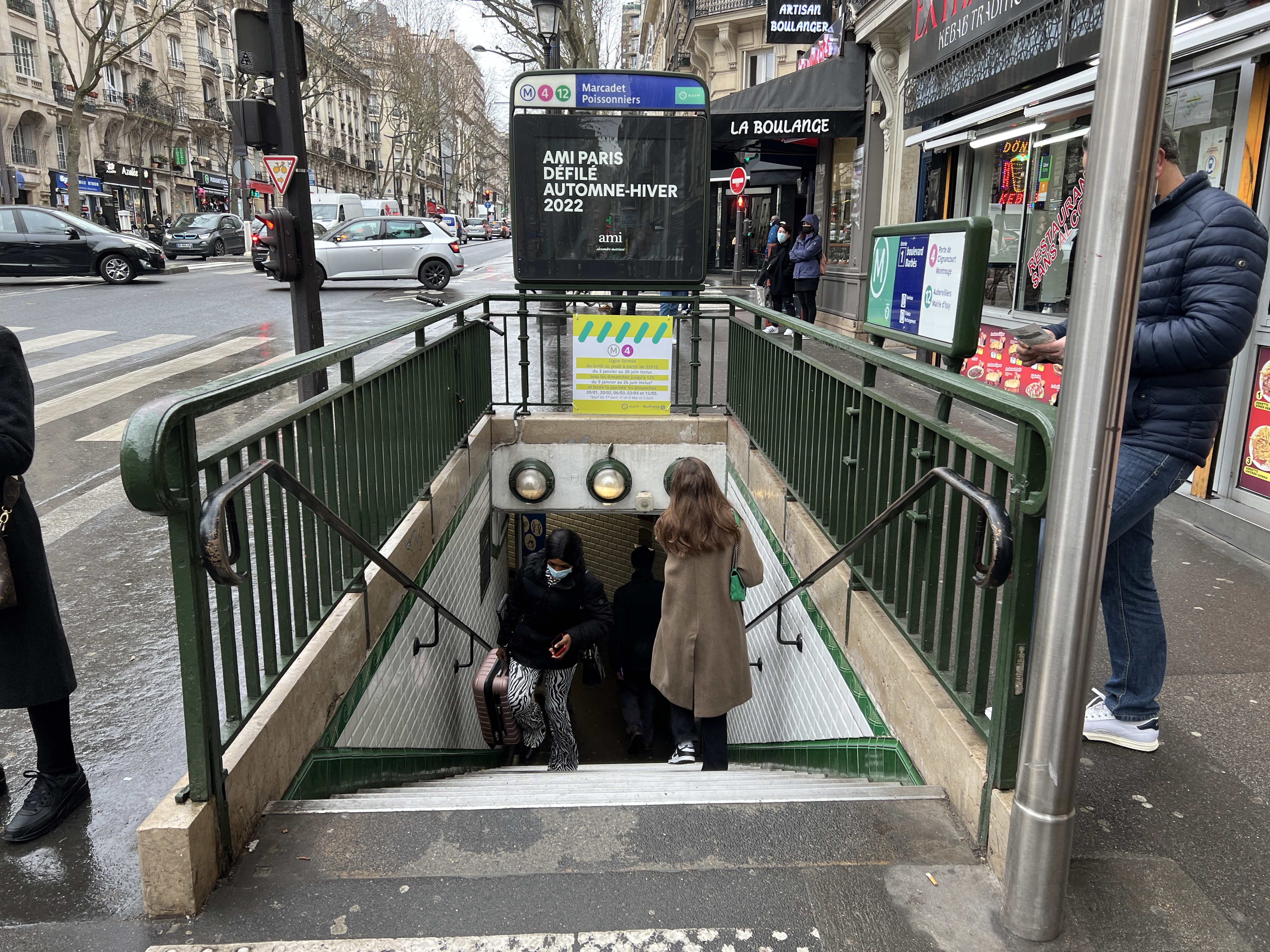
L'accès no 1, « Boulevard Barbès ».
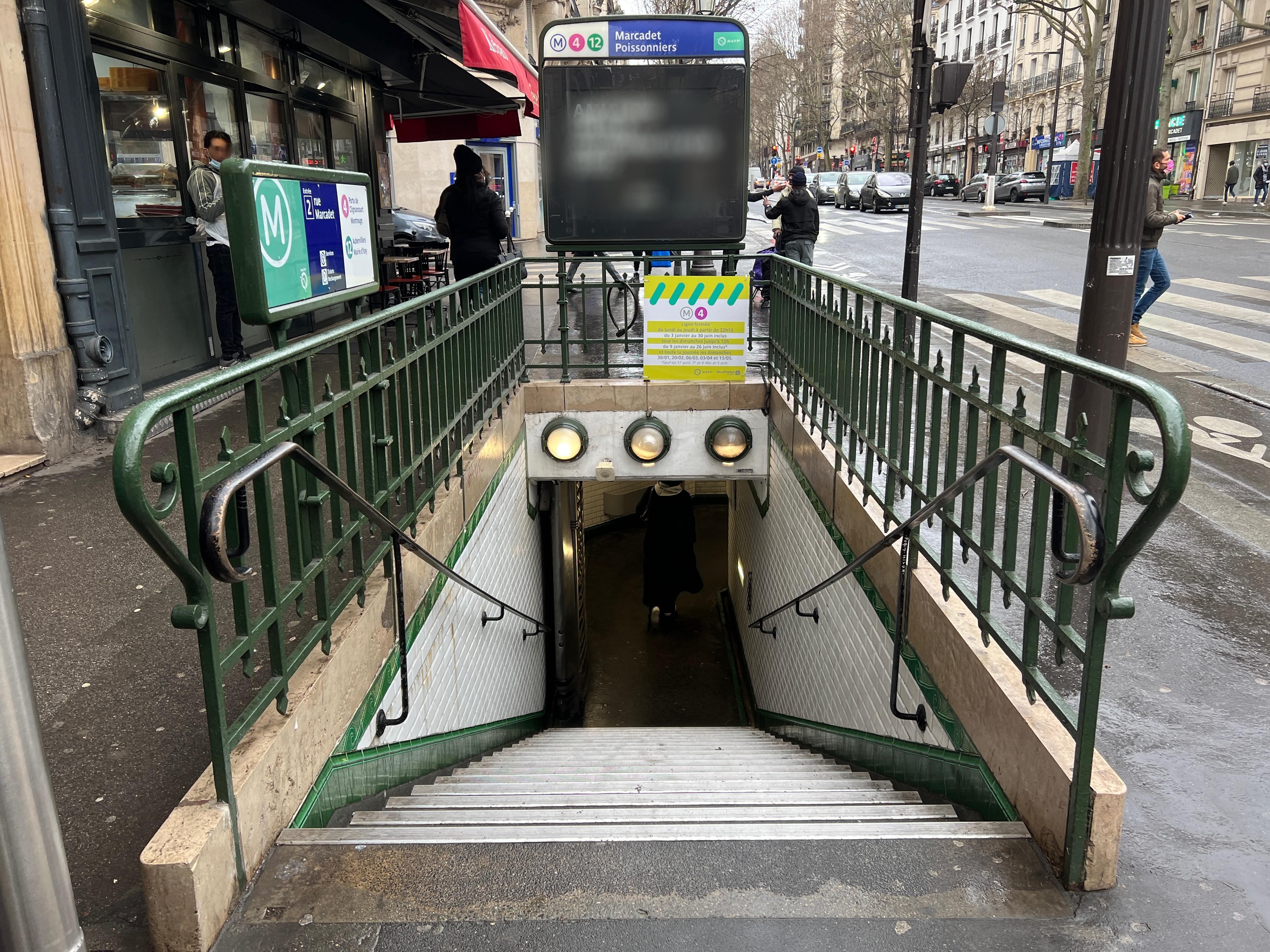
L'accès no 2, « Rue Marcadet ».
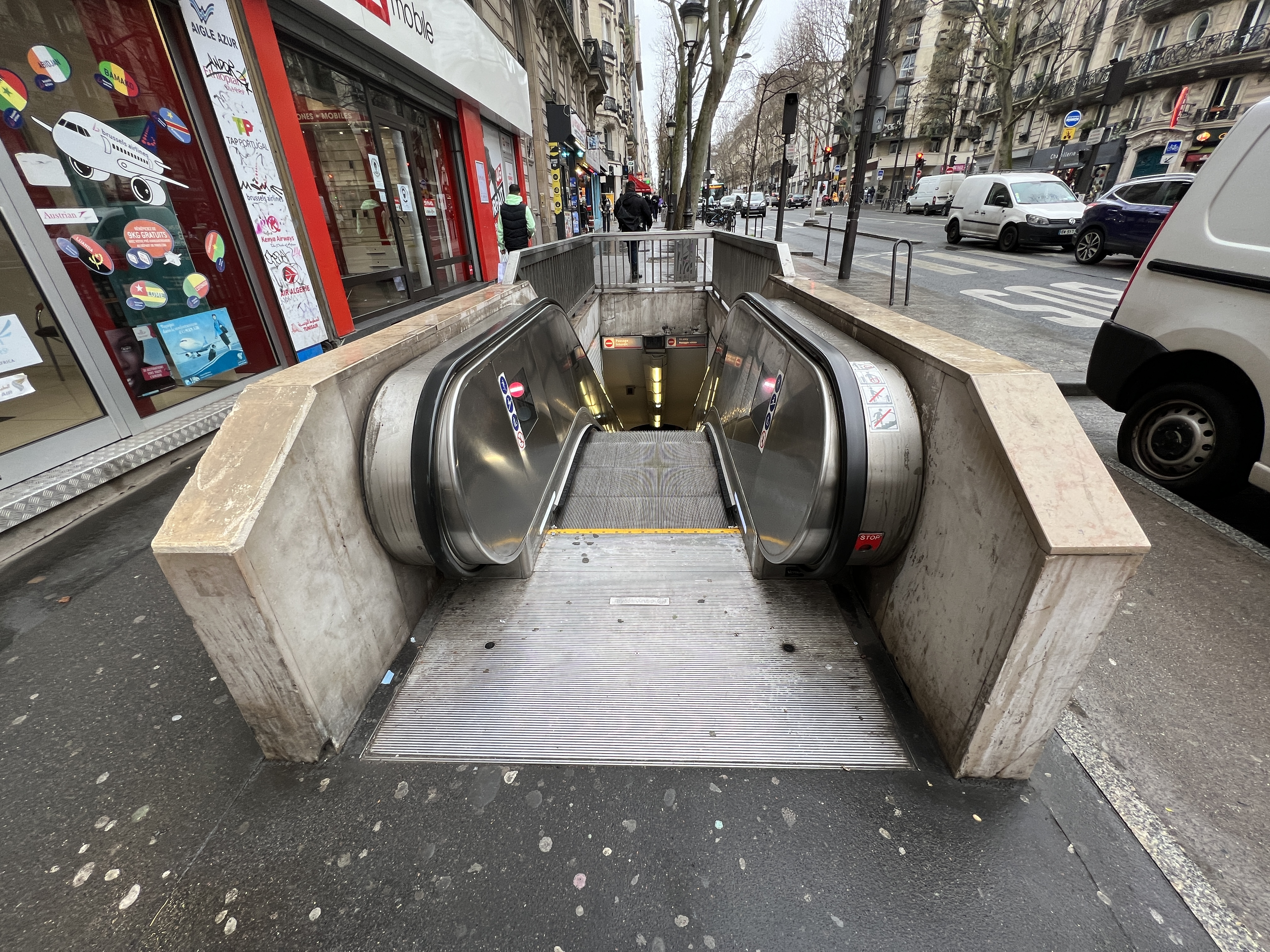
La sortie no 3, « Rue Labat ».
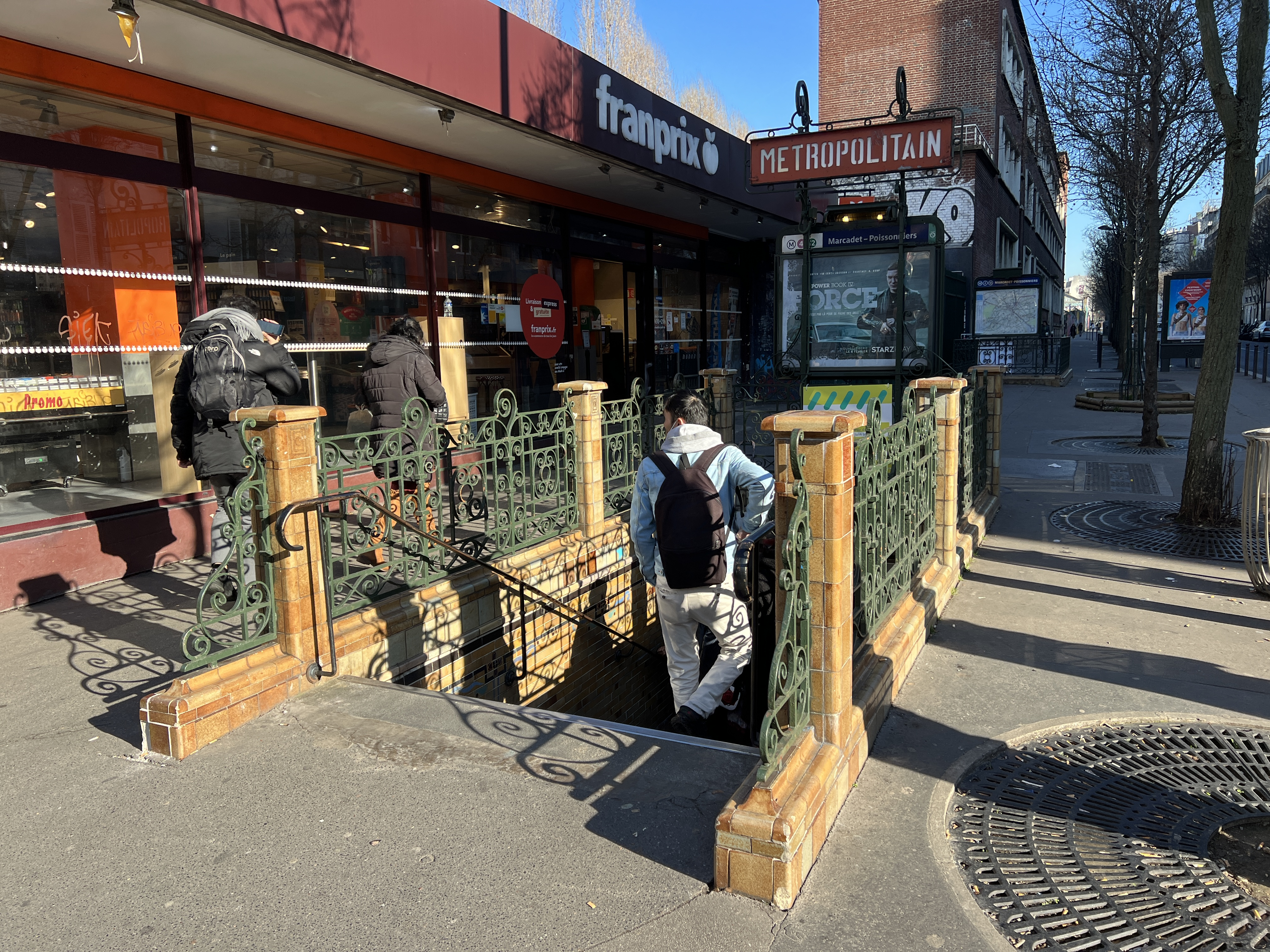
L'accès no 4, « Rue des Poissonniers ».
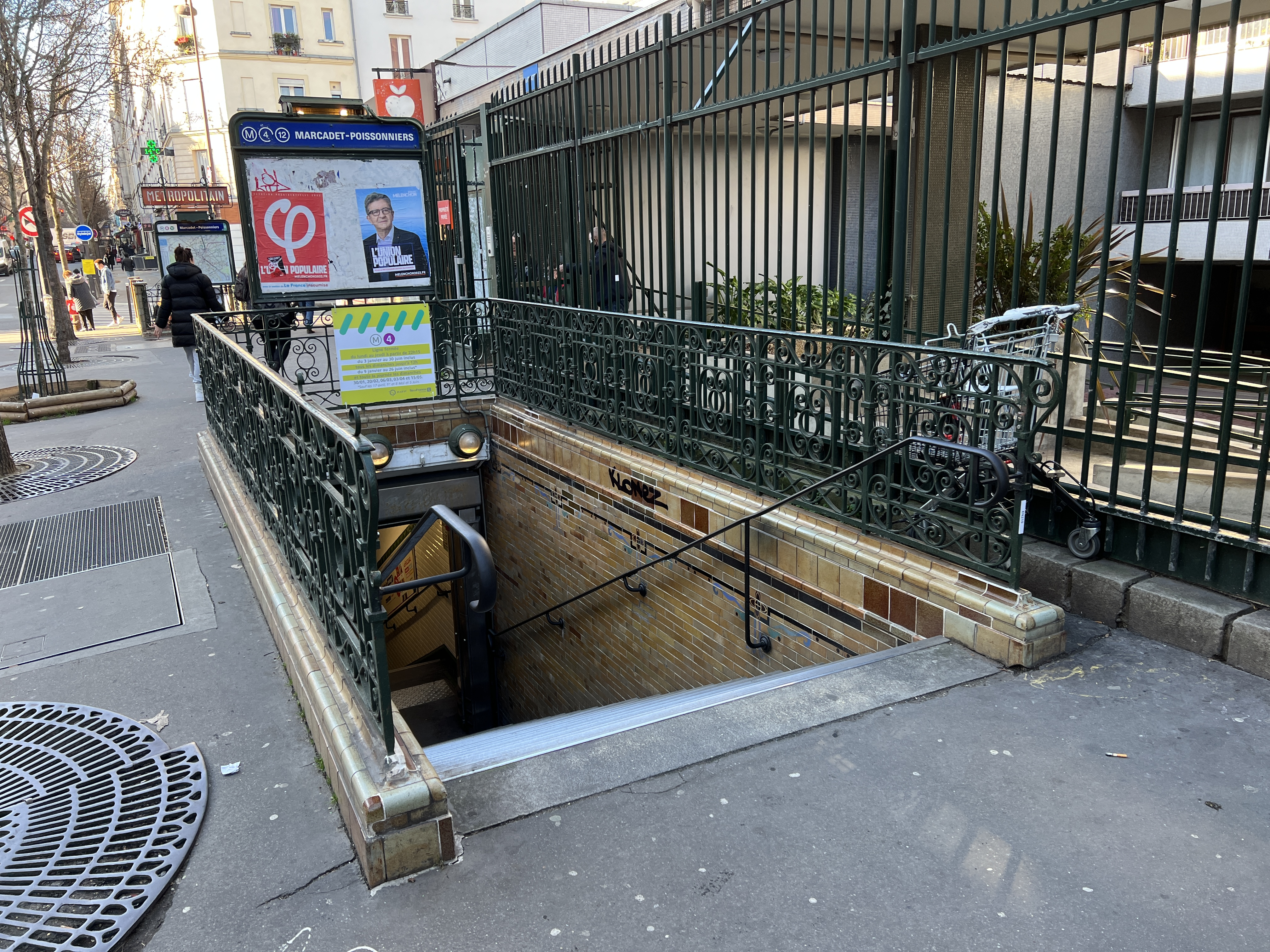
L'accès no 5, « Rue Ordener ».

Le hall d'accueil de la station, accessible par les entrées no 1 et 2, correspond à la salle des recettes de l'ancienne station Marcadet de la ligne 4. Il n'est donc pas directement relié aux quais de la ligne 12, auxquels l'accès s'effectue par le couloir de correspondance ou depuis les sorties no 4 et 5. Ces dernières débouchent sur un espace qui constituait jadis le hall d'entrée de l'ancienne station Poissonniers, sur l'ex-ligne A du Nord-Sud.
Une mosaïque de l'artiste français Hervé Mathieu-Bachelot, intitulée Neiges en prismes, est installée depuis 1982 dans le couloir reliant le hall principal au quai de la ligne 4 en direction de Porte de Clignancourt. Réalisée en rouge et blanc, elle se compose de petits carreaux plats et fins en grès étiré, comme l'essentiel des œuvres que ce conseiller artistique de la RATP a réalisées pour le métro de Paris dans les années 1980.
Dans le couloir de correspondance entre les lignes 4 et 12, le bandeau d'éclairage datant de la rénovation de 2003 a la particularité d'être ponctué de quelques tubes teintés d'un filtre bleu, que l'on retrouvait également dans le couloir de jonction entre les lignes 2 et 12 à la station Pigalle, au milieu des années 2000, et qui existaient toujours en 2024 dans certains espaces de la station Place d'Italie, à proximité de la ligne 6.

Couloirs de la station
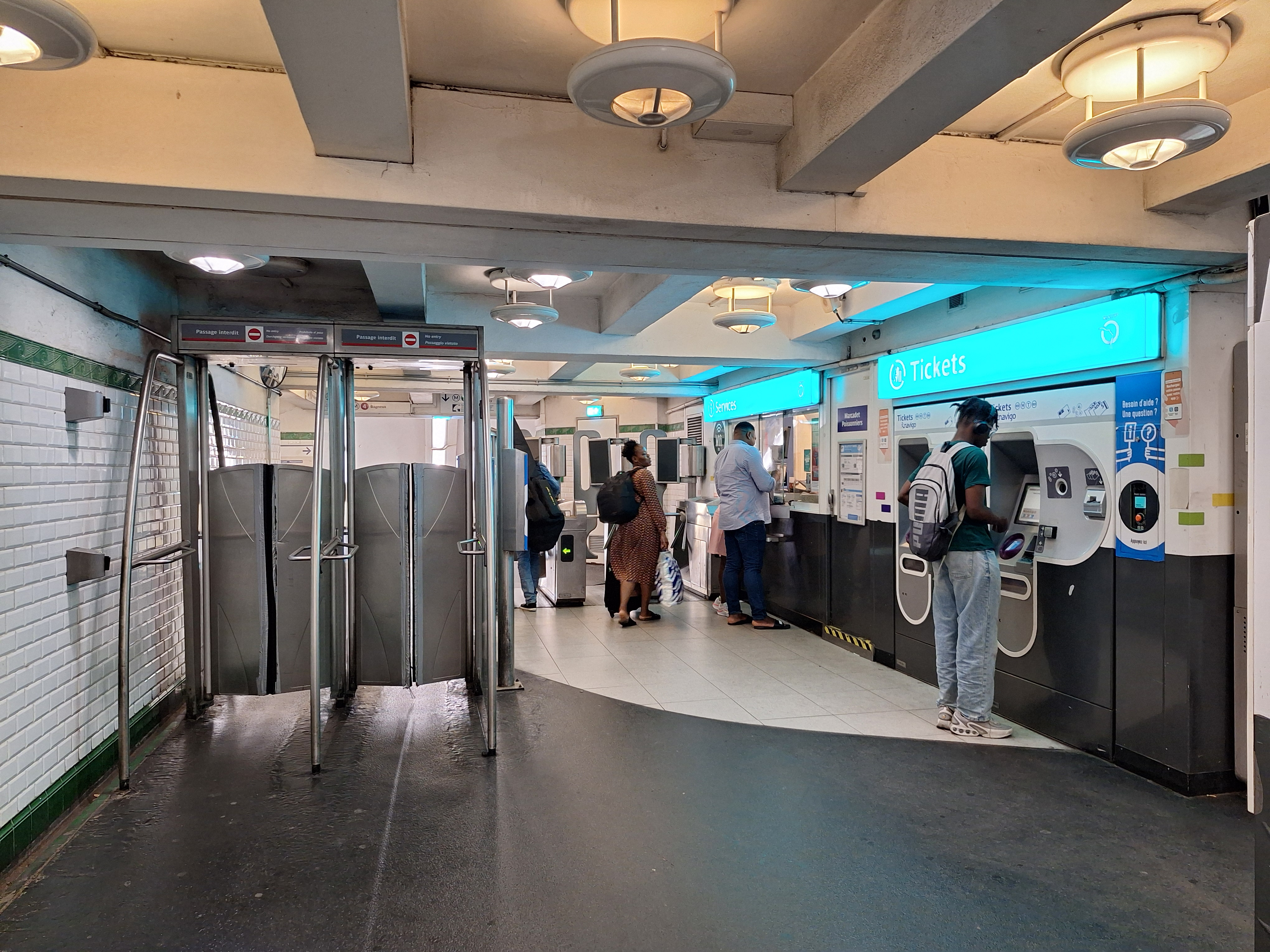
Vue de la salle de distribution des titres de transport.
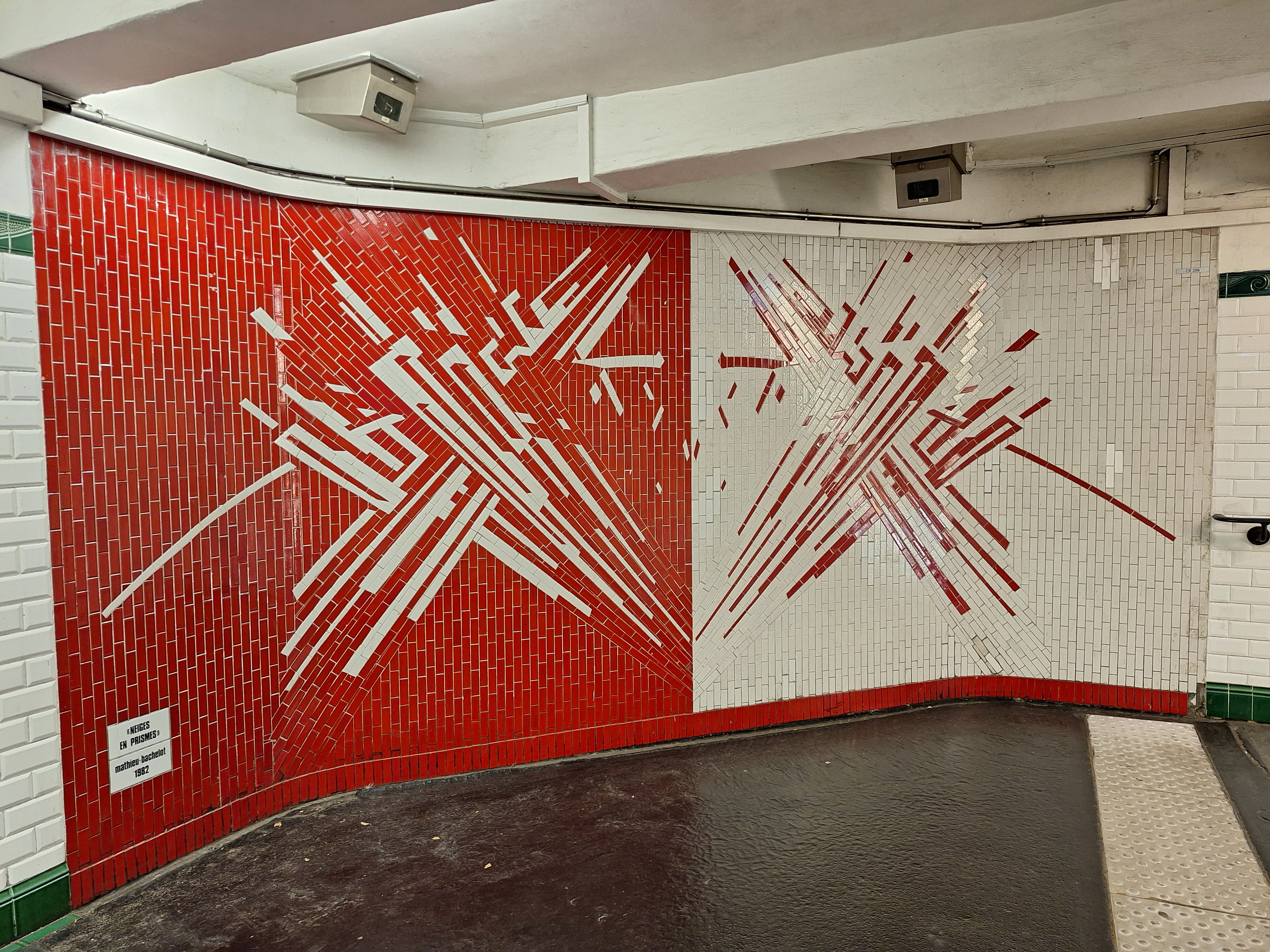
Mosaïque Neiges en Prismes de Hervé Mathieu-Bachelot.
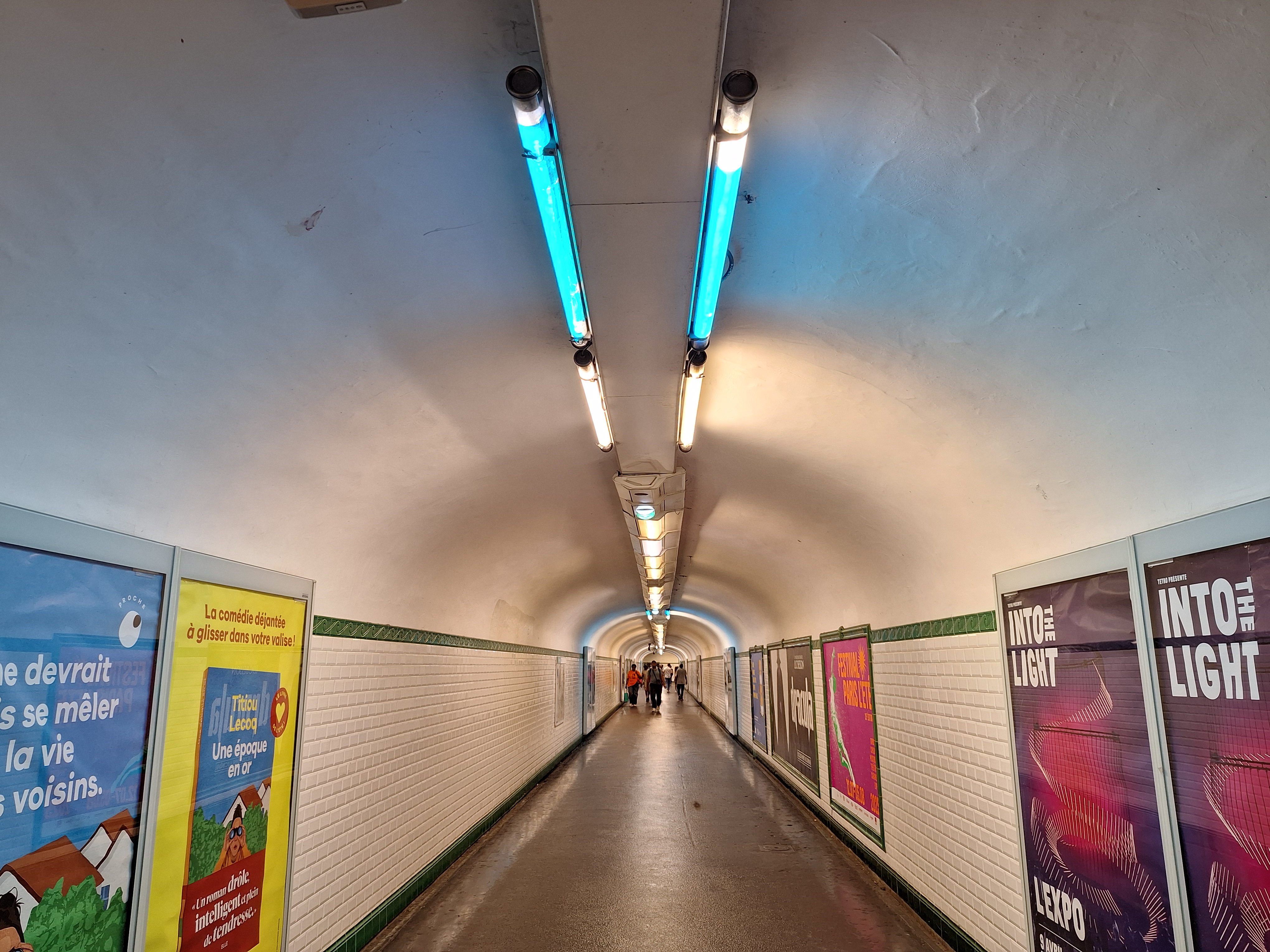
Les tubes d'éclairage bleu dans le couloir de correspondance.

### Quais
Les quais des deux lignes sont de configuration standard pour le métro de Paris : au nombre de deux par point d'arrêt, ils sont séparés par les voies du métro situées au centre et la voûte est elliptique. Ceux de la ligne 4 ont été rallongés à 90 mètres dans le cadre de la conversion de celle-ci au roulement pneumatique dans les années 1960, tandis que ceux de la ligne 12 sont d'une longueur plus conventionnelle de 75 mètres.
Sur la ligne 4, la décoration est du style utilisé pour la rénovation de ses stations dans le cadre de son automatisation intégrale. Ainsi, les bandeaux d'éclairage indirect sont blancs et spécifiques à cette ligne, tandis que des « coins salons » sont aménagés face aux intercirculations des rames : ils comportent des sièges « Akiko » de couleur bordeaux, disposés au droit d'un panneau métallique monochrome de couleur bleue en l'occurrence, lequel intègre une plaque émaillée sur laquelle le nom de la station est inscrit en police de caractères Parisine avec un lettrage rétro-éclairé. Les carreaux en céramique blancs sont plats et recouvrent les piédroits, la voûte ainsi que les tympans, constituant l'unique vestige de l'ancienne décoration « Ouï-dire » des années 1990. Les quais sont carrelés en deux tons de gris (anthracite sur l'essentiel de leur longueur et en gris plus clair au droit des espaces d'attente) et comportent des portes palières intégrales (incorporant des écrans SIEL) afin de prévenir les risques de chutes de voyageurs sur les voies. Chaque piédroit comporte également quelques écrans publicitaires inclinés, en remplacement des traditionnelles affiches en papier.

Quais de la ligne 4
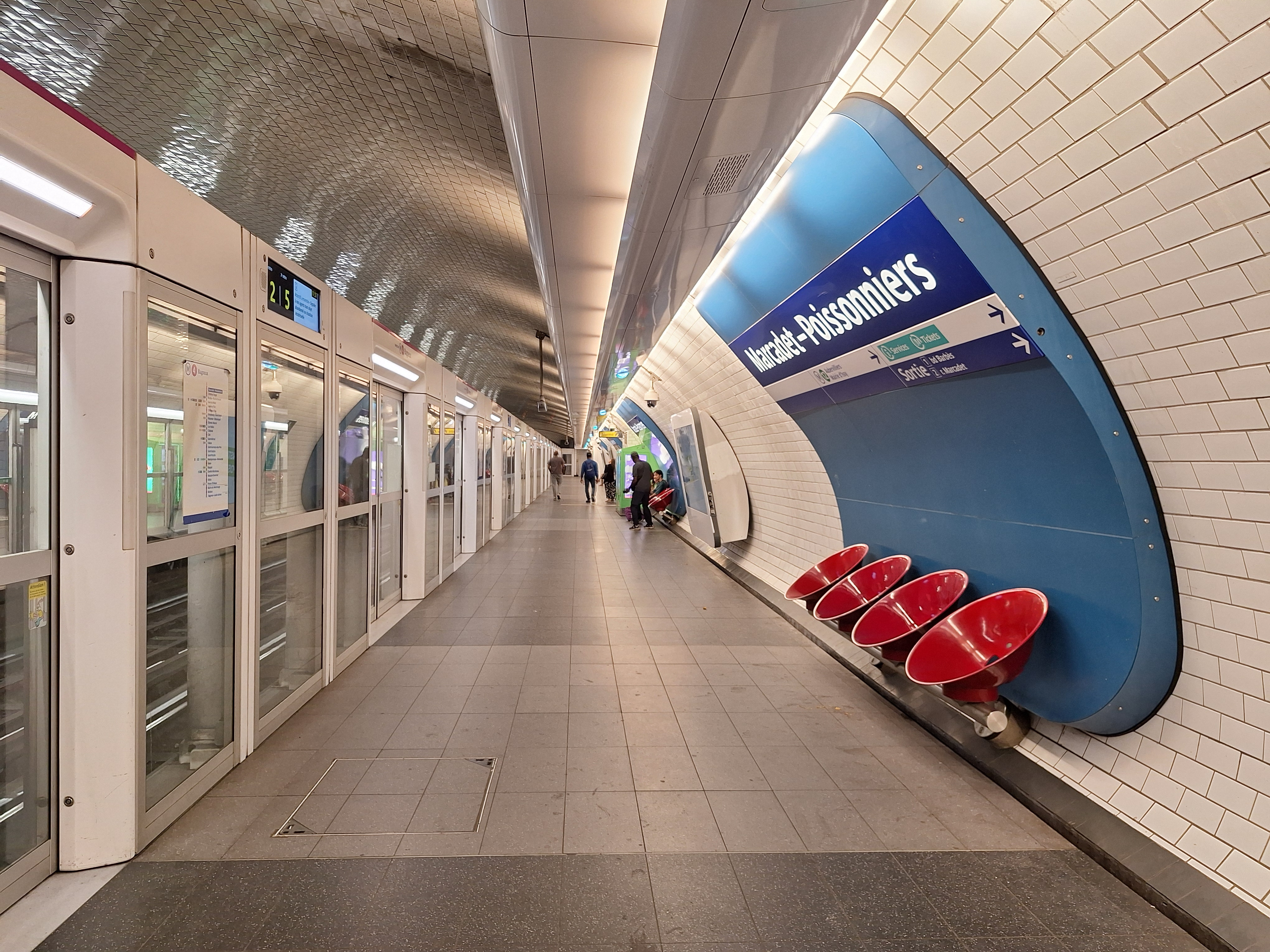
Vue du quai en direction de Bagneux - Lucie Aubrac.
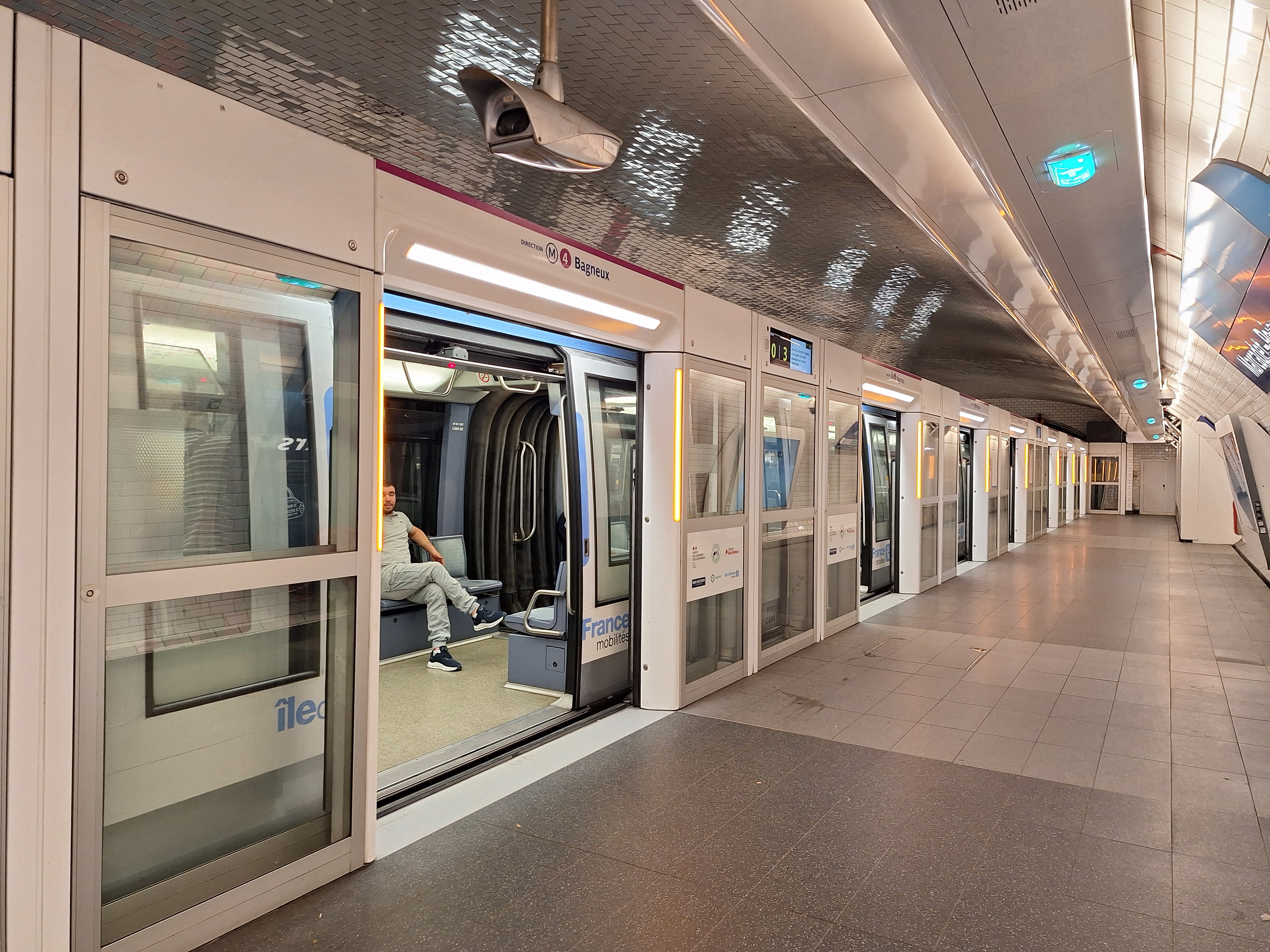
Arrêt d'une rame MP 89 CA en direction de Bagneux.
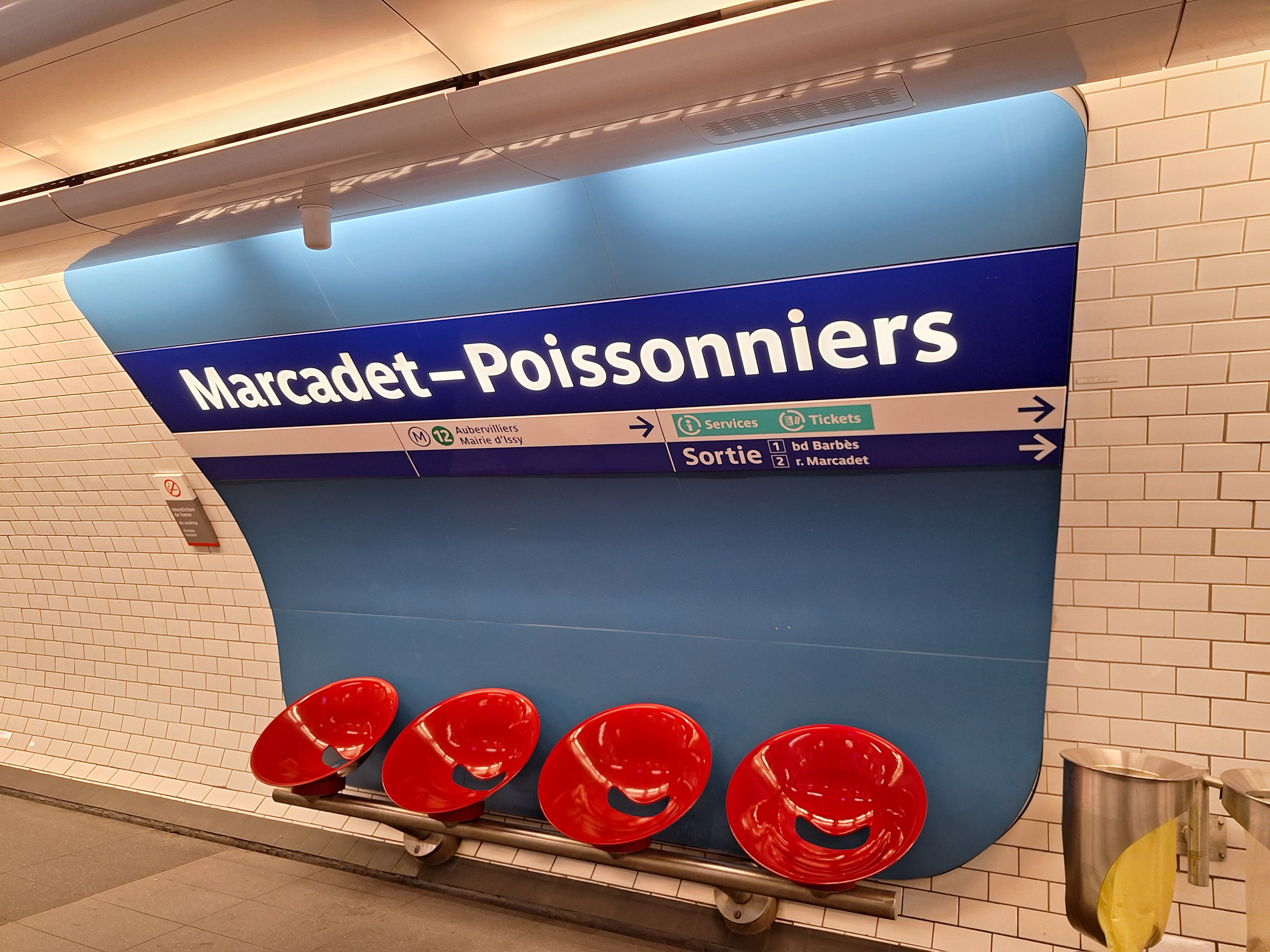
Espace d'attente intégrant le nom de la station.

Sur la ligne 12, la voûte est semi-elliptique, forme spécifique aux anciennes stations du réseau Nord-Sud dont la partie inférieure des piédroits était verticale et non courbée. La décoration en céramique reprend le style caractéristique de cette compagnie, de couleur verte comme il en est d'usage dans les stations de correspondance et les terminus, selon les codes graphiques de l'ancien Nord-Sud. Cette teinte s'applique aux cadres publicitaires et aux entourages du nom de la station avec motifs végétaux et lettres « NS » entrelacées, ainsi qu'aux dessins géométriques sur les piédroits et la voûte. Le nom de la station est inscrit en faïence blanche sur fond bleu, de petite taille au-dessus des cadres publicitaires et de très grande taille entre ces cadres. La dénomination actuelle de la station est ici reprise en lieu et place du nom d'origine de Poissonniers, qui figurait en caractères plus imposants. Ces ornements sont mariés avec les carreaux en céramique blancs biseautés qui recouvrent les piédroits, la voûte ainsi que les tympans, tandis que l'éclairage est assuré par deux bandeaux-tubes suspendus, comme dans la plupart des stations décorées en style « Nord-Sud », mais dont l'éclairage indirect sur la voûte a disparu. Les sièges, disposés au droit des faïences nominatives de grande taille, sont de style « Akiko » de couleur cyan.
Depuis fin 2024, les voies sont séparées par des barrières anti-franchissement, également déployées aux stations suivantes de la ligne 12, Jules Joffrin, Lamarck - Caulaincourt et Abbesses, afin de limiter les intrusions illicites de personnes, récurrentes sur ce tronçon au nord de la ligne précitée.

Quais de la ligne 12
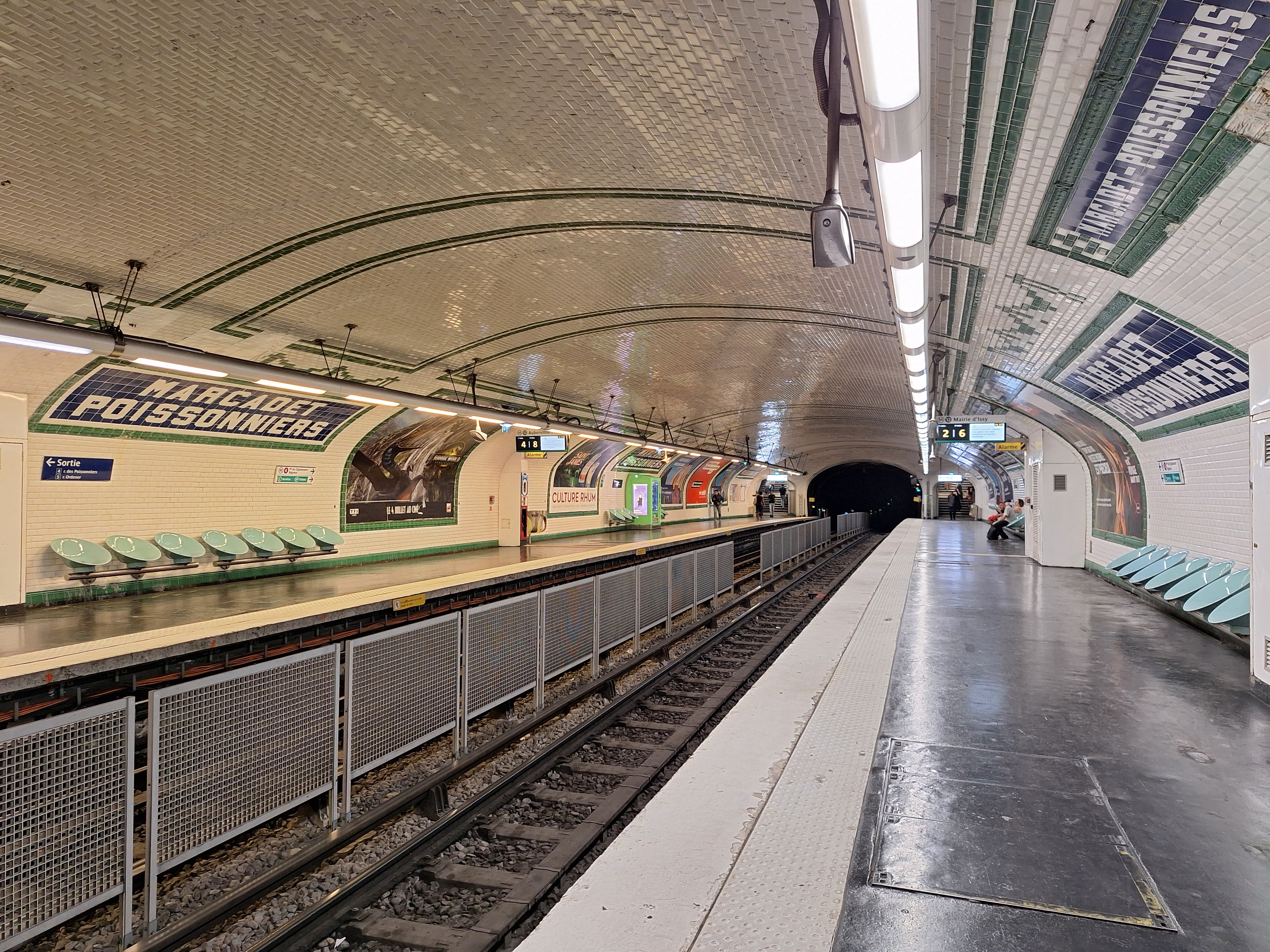
Vue d'ensemble des quais en direction de Mairie d'Issy.
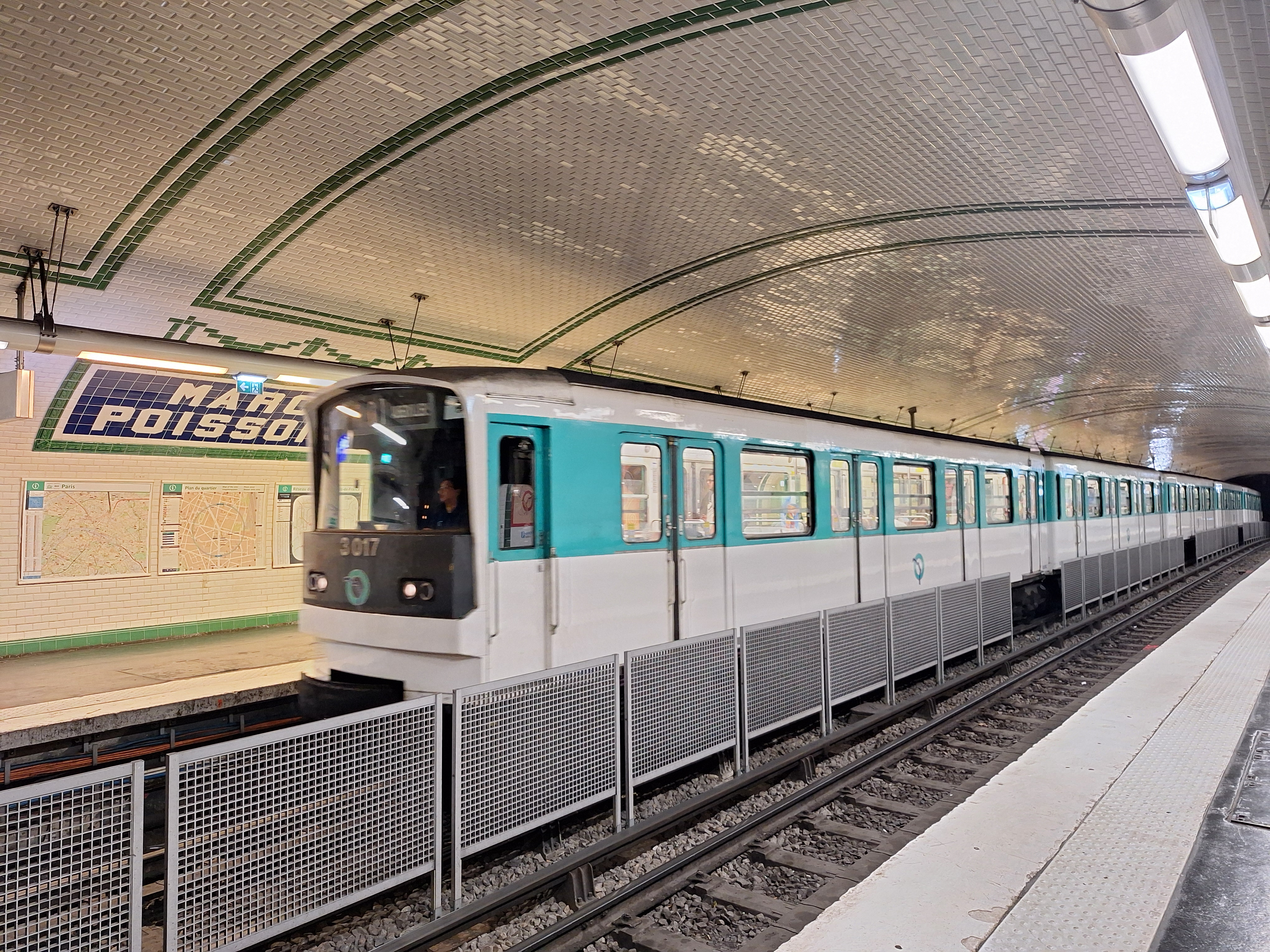
Arrivée d'une rame MF 67 pour Mairie d'Aubervilliers.
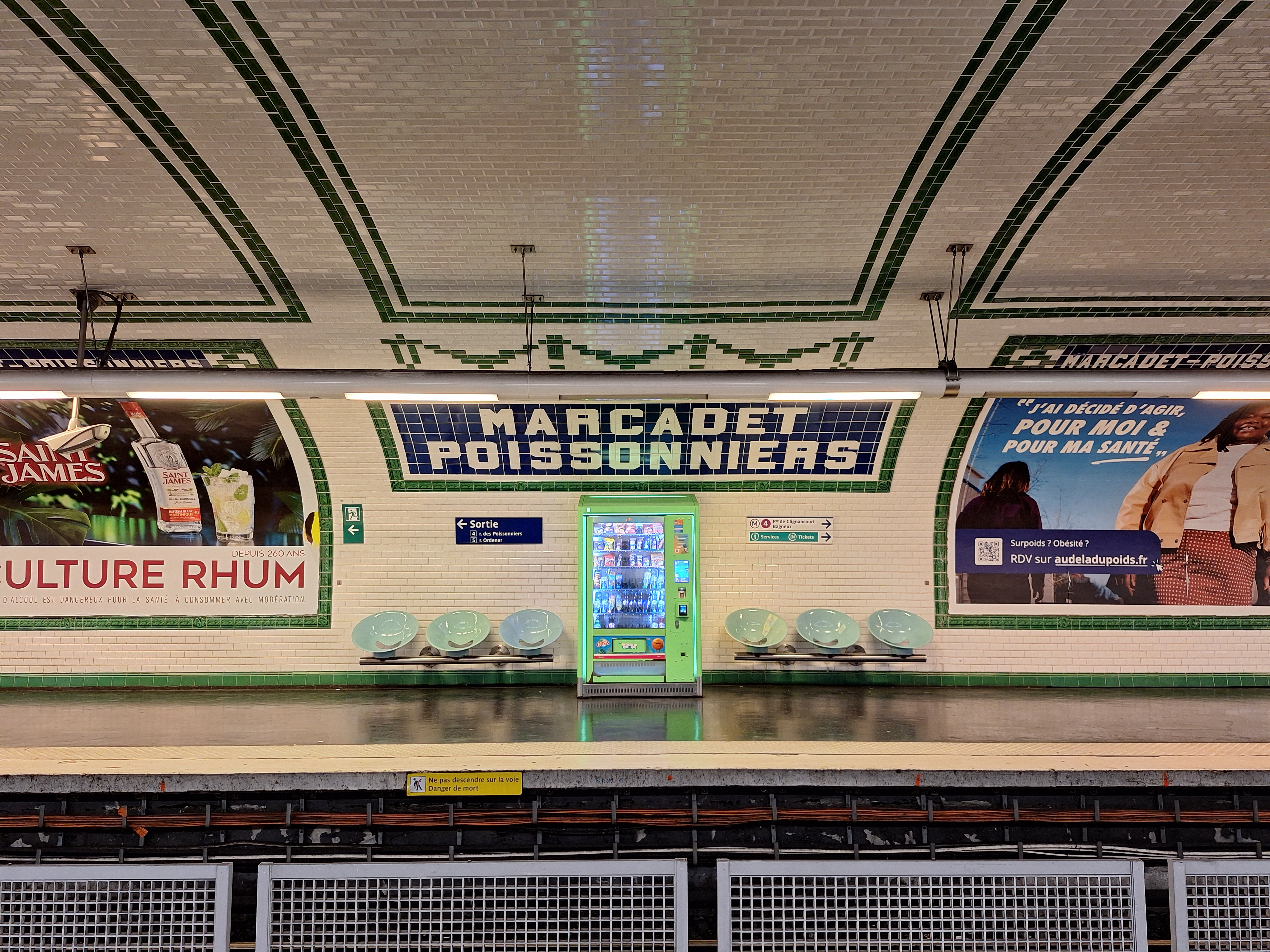
Décor en faïence incorporant le nom de la station.

### Intermodalité
La station est desservie par les lignes 31, 56, 60, 85 et 302 du réseau de bus RATP et, la nuit, par les lignes N14 et N44 du réseau de bus Noctilien.

## À proximité
- Église luthérienne Saint-Paul de Montmartre
- Église Saint-Sava
- Jardin Henri-Sauvage (anciennement square Amiraux - Boinod)
- Jardin Jane-Vialle
- Immeuble et piscine des Amiraux
- Dépôt de La Chapelle